# Liste von Sakralbauten im Landkreis Ahrweiler

Landkreis Ahrweiler

Die Liste der Kirchen und Klöster im Landkreis Ahrweiler gibt einen Überblick über die Kirchen, Klöster, Synagogen und sonstigen Sakralbauten im Landkreis Ahrweiler, Rheinland-Pfalz.

## Liste
- Liste von Sakralbauten in Bad Neuenahr-Ahrweiler
- Liste von Sakralbauten in Grafschaft
- Liste von Sakralbauten in Remagen
- Liste von Sakralbauten in Sinzig
- Liste von Sakralbauten in der Verbandsgemeinde Adenau
- Liste von Sakralbauten in der Verbandsgemeinde Altenahr
- Liste von Sakralbauten in der Verbandsgemeinde Bad Breisig
- Liste von Sakralbauten in der Verbandsgemeinde Brohltal